# Hans-Georg von Friedeburg
Hans-Georg von Friedeburg, nemški admiral, * 15. julij 1895, Straßburg,  † 23. maj 1945, Flensburg.
Friedeburg je bil namestnik poveljnika podmorniške flote in generaladmiral Tretjega rajha.
V začetku maja 1945 je postal zadnji poveljnik nemške Kriegsmarine.